# Kathrin Hölzl
Kathrin Hölzl född 18 juli 1984 i Berchtesgaden är en tysk alpin skidåkare.
Hölzl överraskade stort då hon vann guldet i storslalom i VM i Val d'Isère 2009. I världscupen är hennes bästa resultat en förstaplats i storslalom från 2009.